# Arthur Malmgren
Arthur Malmgren (* 18. Oktober 1860 in Reval; † 3. Februar 1947 in Leipzig) war ein deutsch-baltischer Theologe und Bischof der Evangelisch-Lutherischen Kirche in Russland.

## Leben

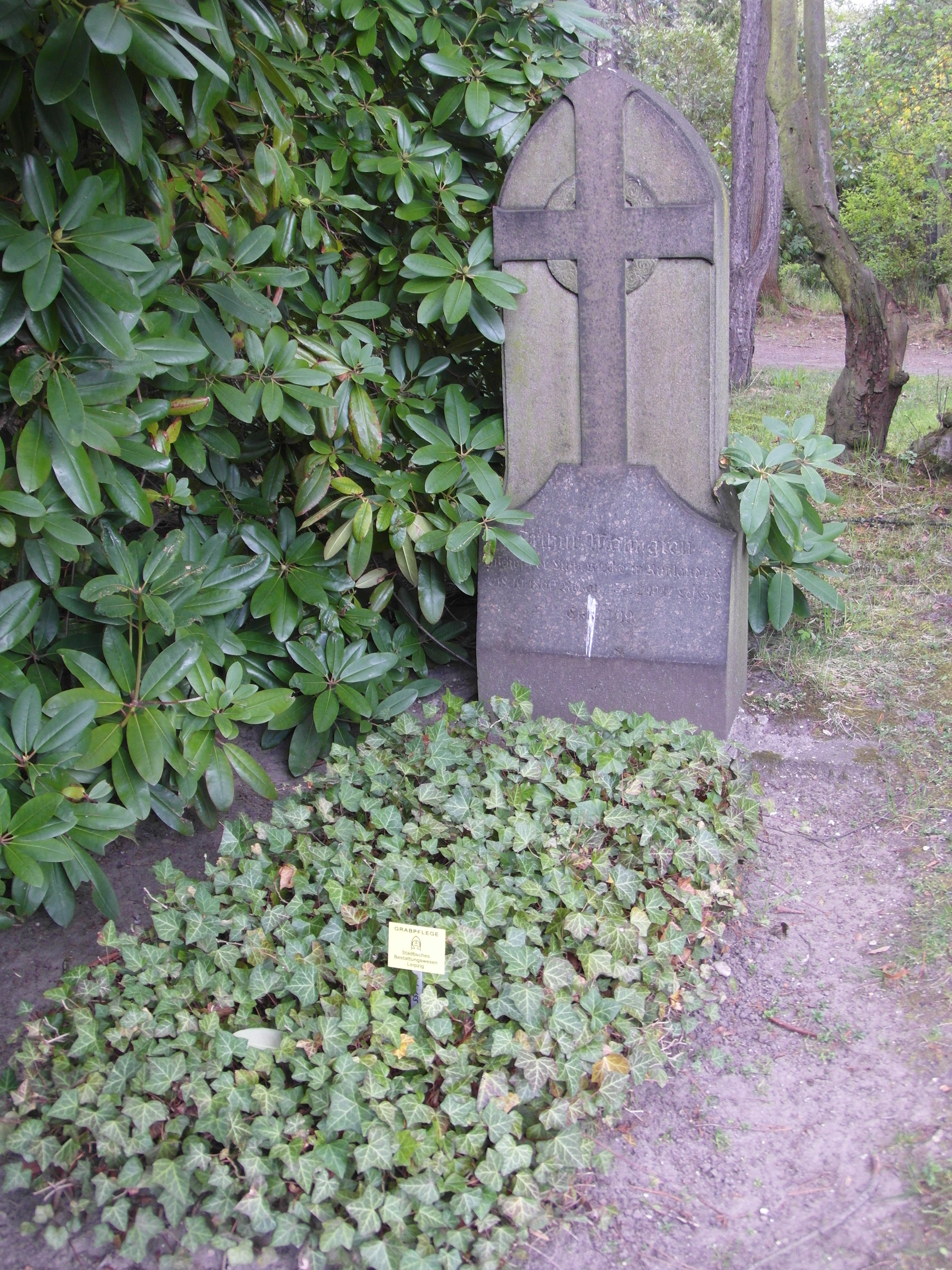
Grabstätte Arthur Malmgren auf dem Südfriedhof in Leipzig

Arthur Malmgren entstammte einem alten ursprünglich schwedischen Predigergeschlecht. Sein Urgroßvater, Nikolaus Malmgren, geboren 1772 in Landskrona, wanderte nach Estland aus, um die dort lebenden Schweden seelsorgerisch zu betreuen. Er starb als Propst von Insularwiek.
Arthur, der Sohn eines Kaufmanns, besuchte das Stadtgymnasium von Reval und studierte an der Kaiserlichen Universität Dorpat evangelische Theologie. Anschließend war er als Lehrer am Landesgymnasium Fellin und an der Petri-Realschule in Reval tätig. In Reval hatte er zugleich das Amt des Diaconus am Dom inne. Von 1891 bis 1931 war er Pastor an der Sankt-Annen-Kirche in Sankt Petersburg und Religionslehrer an der St.-Annen-Kirchenschule. Zugleich bekleidete er das Amt des Direktors im Zentralkomitee der Unterstützungskasse für Evangelisch-lutherische Gemeinden, der Stadtmission und der Prediger-Emeritalkasse. 1914 wurde er Generalsuperintendent für den Petersburger Konsistorialbezirk.
Nach dem Ersten Weltkrieg wurde er 1920 Vorsitzender des Oberkirchenrates und 1923 stellvertretender Vorsitzender der Bischofskonferenz der Evangelisch-Lutherischen Kirche in Russland. 1924 erhielt er auf Beschluss der Generalsynode den Bischofstitel. 1925 gründete er das evangelisch-lutherische Predigerseminar in Leningrad, das er bis zu seiner Absetzung durch die stalinistische Regierung im Jahre 1929 leitete.
Nach schwerer Verfolgung durfte er 1936 aus der Sowjetunion ausreisen und gelangte zunächst nach Mainz, wo er sehr zurückgezogen lebte. Kriegsbedingt verzog er nach Leipzig, wo er 1947 verstarb. Sein Grab befindet sich auf dem Südfriedhof Leipzig.

## Ehrungen
- 1927: Ernennung zum Ehrendoktor durch die Universität Leipzig